# Bibliothèque publique de Nassau
La bibliothèque publique de Nassau, ou Nassau Public Library en anglais, est une bibliothèque publique des Bahamas située à Nassau, la capitale du pays, dans une ancienne prison octogonale.